# Долгоруково (Липецька область)
Долгоруково (рос. Долгоруково) — село у Долгоруковському районі Липецької області Російської Федерації.
Населення становить 5343  особи. Належить до муніципального утворення Долгоруковська сільрада.

## Історія
З 13 червня 1934 до 6 січня 1954 року у складі Воронезької області. Відтак входить до складу Липецької області.
Згідно із законом від 2 липня 2004 року №114-оз органом місцевого самоврядування є Долгоруковська сільрада.

## Населення
| 1959 | 1970  | 1979  | 1989  | 2002  | 2010  | 2011  |
| ---- | ----- | ----- | ----- | ----- | ----- | ----- |
| 2433 | ↗3748 | ↗4662 | ↗5555 | ↗5649 | ↘5343 | →5343 |